# Палеопротерозой
Палеопротерозо́й — геологічна ера, частина протерозою. Почався 2,5 мільярдів років тому, а закінчився 1,6 мільярдів років тому. Палеопротерозой поділяється на 4 періоди (від найновішого до найдавнішого):
- статерій,
- орозирій,
- рясій,
- сидерій.

## Події в палеопротерозої
За палеопротерозою настала перша стабілізація континентів. Еволюціонували ціанобактерії. Найважливіша подія ери — це киснева катастрофа. Так, як до цього більшість організмів були анаеробами, то більшість організмів на землі вимерла.
З цієї ери відома Diskagma buttonii, гіпотетичний вид грибів, рештки якого були знайдені у Південній Африці. Це є найдавнішим на сьогодні[коли?] відомим евкаріотом та найдавнішим наземним організмом.